# Nicolaaskerk (Oldenzijl)

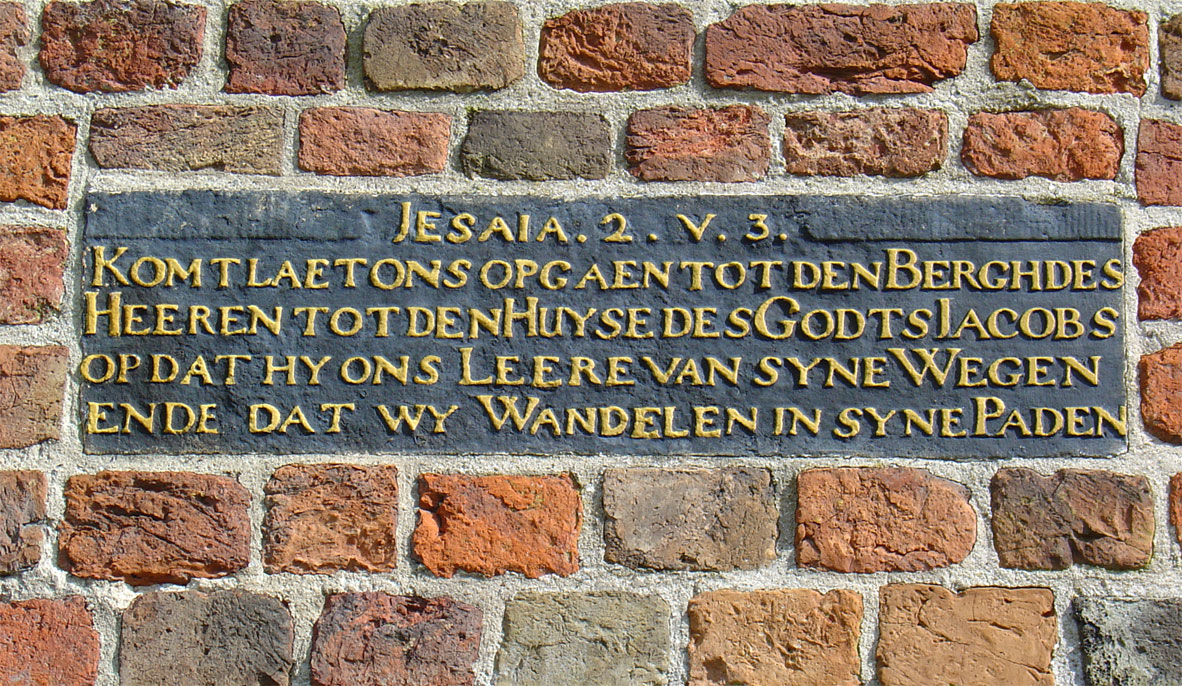
Tekst op de zuidgevel van de kerk

De Nicolaaskerk is een middeleeuws kerkgebouw in de plaats Oldenzijl in de Nederlandse provincie Groningen, oorspronkelijk gewijd aan Nicolaas van Myra.

## Beschrijving
De kerk is deels romaans en deels romanogotisch en is gebouwd in de eerste helft van de 13e eeuw. De op een hoge wierde gelegen kerk wordt gezien als een excellent voorbeeld van middeleeuwse siermetselkunst. Vooral het metselwerk van de halfronde apsis is rijk versierd. Dit deel van de kerk is in een romaanse stijl die invloeden uit het Rijnland vertoont.
De losstaande kerktoren is in 1829 afgebroken. De 13e-eeuwse luidklok, een van de oudste in de provincie Groningen, werd overgebracht naar Warfhuizen en hangt nu in de Bedevaartkerk aldaar. In 1683 was al een eenvoudige dakruiter geplaatst. De nieuwe klok uit 1683 werd in 1943 door de Duitse bezetters gevorderd en bleek na de oorlog terechtgekomen te zijn in de Nederlandse Hervormde kerk van Olst. De klok werd daarop in oktober 1945 teruggehangen in de dakruiter.
In de zuidgevel van de kerk is de tekst van de profeet Jesaja ingemetseld:
Komt laet ons opgaen tot den Bergh des
Heeren tot den Huys des Godts Jacobs
opdat hy ons Leere van syne Wegen
ende dat wy Wandelen in syne Paden
Interieur
De preekstoel in de kerk dateert uit 1768 en heeft een rococokarakter. De barokke herenbank is ouder en draagt de wapens van de geslachten Alberda en Clant.
Een modern kistorgel werd in 2000 geplaatst door de orgelbouwers Piet Baar en Lammert Medendorp. In 2019 werd het vervangen door het eenklaviers Van Oeckelen-orgel met negen registers uit 1900, afkomstig uit de gesloopte kerk van Garsthuizen en gerestaureerd  door de Mense Ruiter Orgelmakers te Ten Post. Daarbij werd het stenen oksaal vernieuwd.

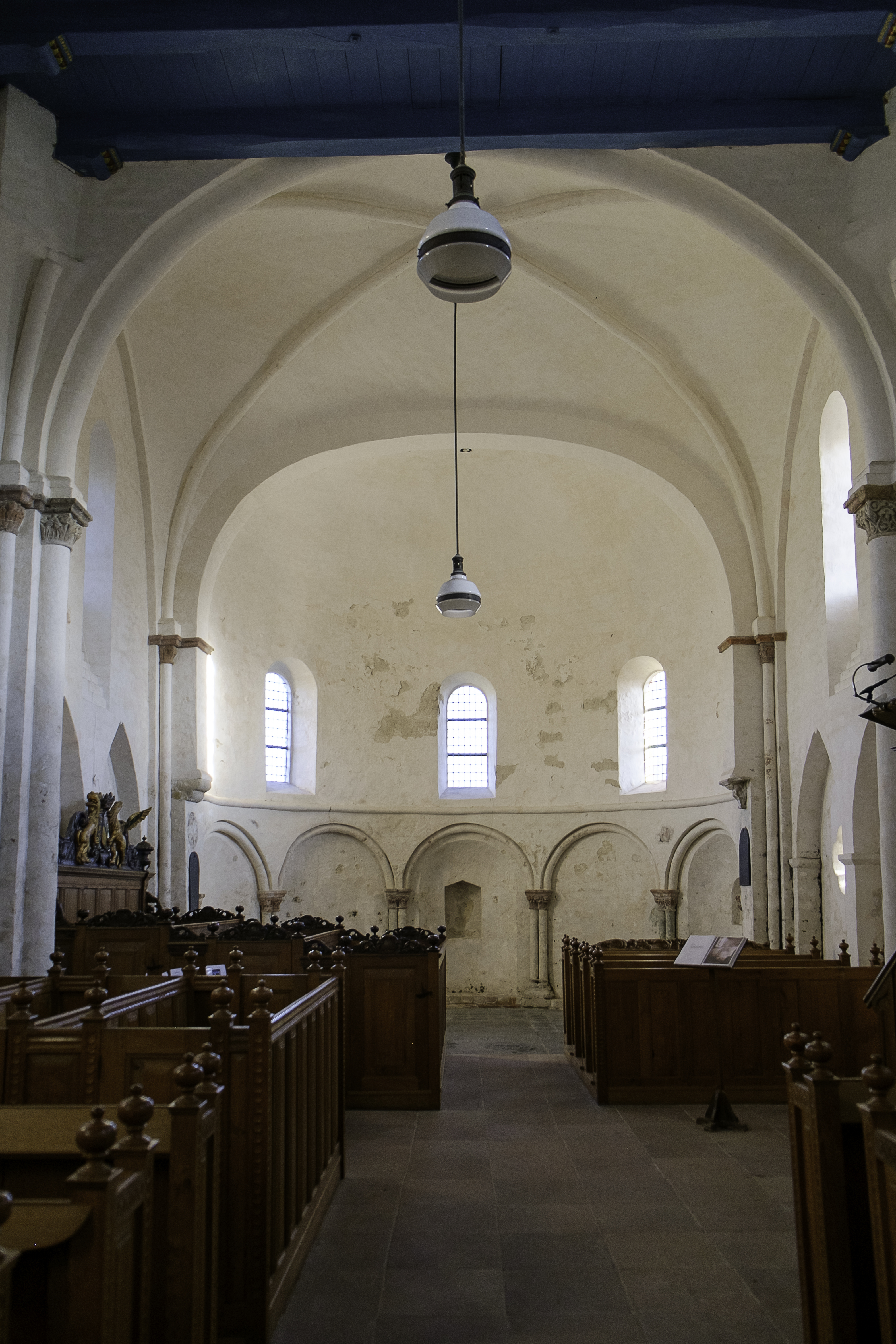
Interieur in de richting van het koor
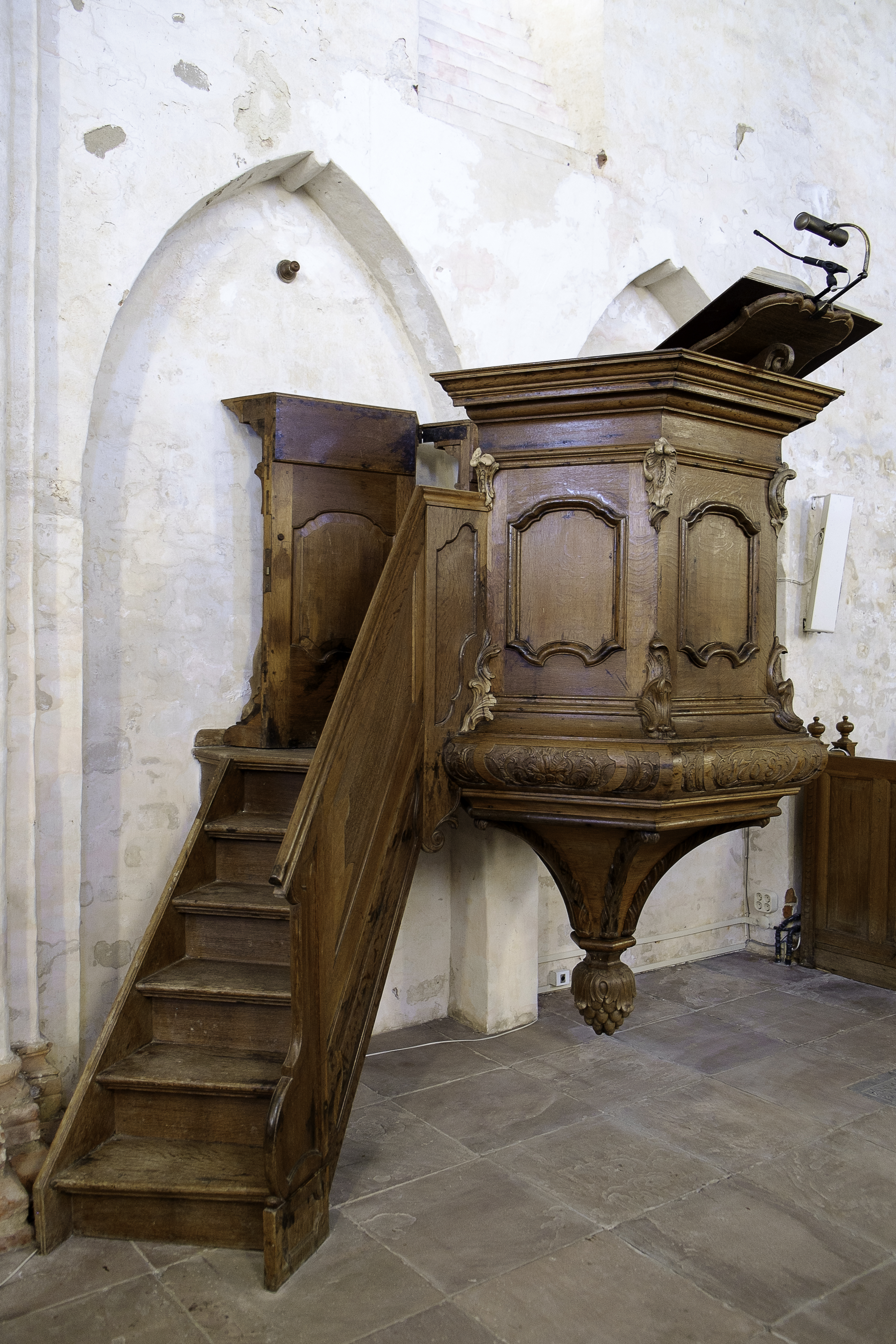
Preekstoel uit 1768, tegenwoordig zonder klankbord
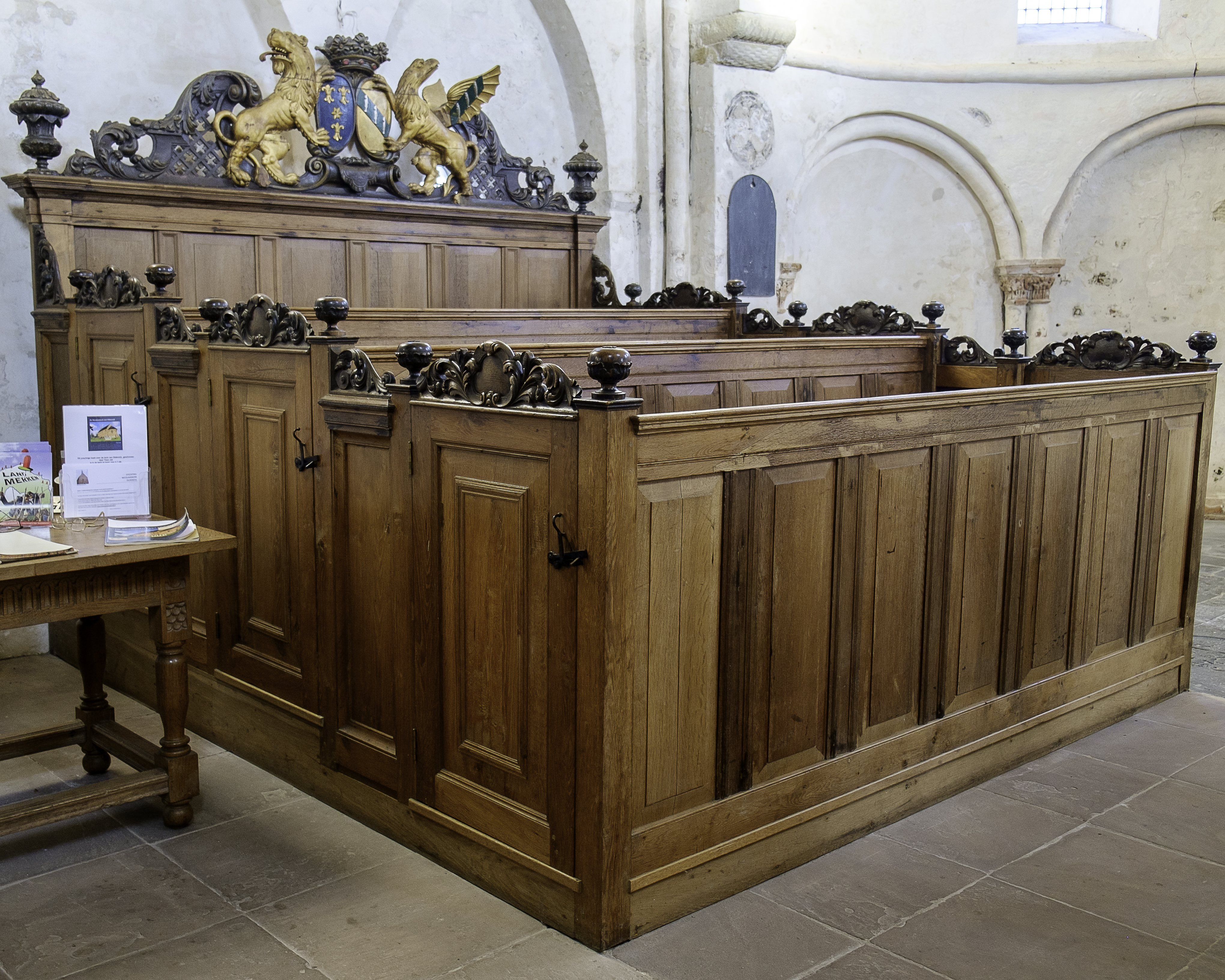
Herenbank van rond 1700 met opzetstuk met de wapens van de adellijke echtelieden Onno Tamminga van Alberda en Josina Petronella Clant
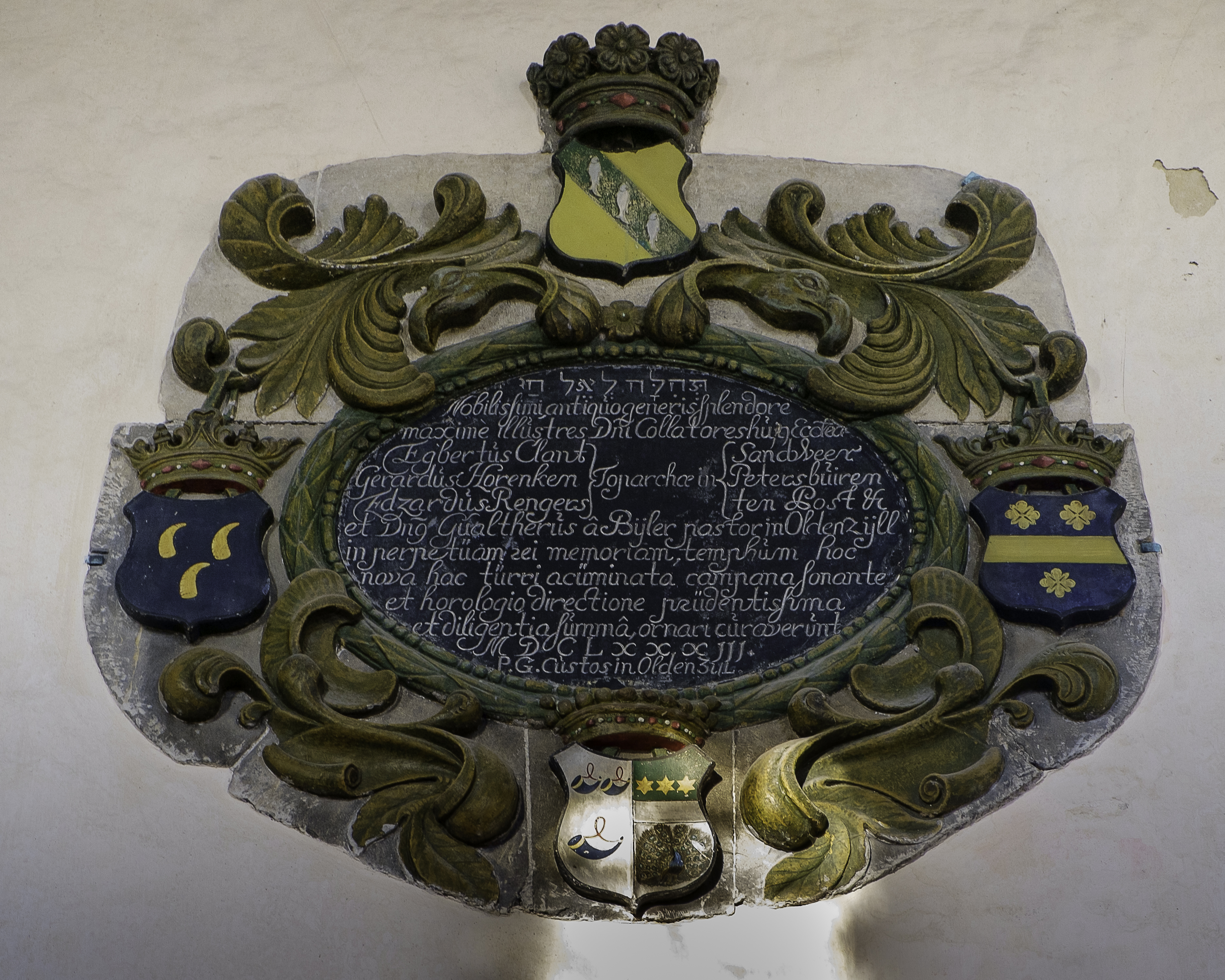
Gedenksteen met de wapens van de families Clant, Horenken, Rengers en a Bijler
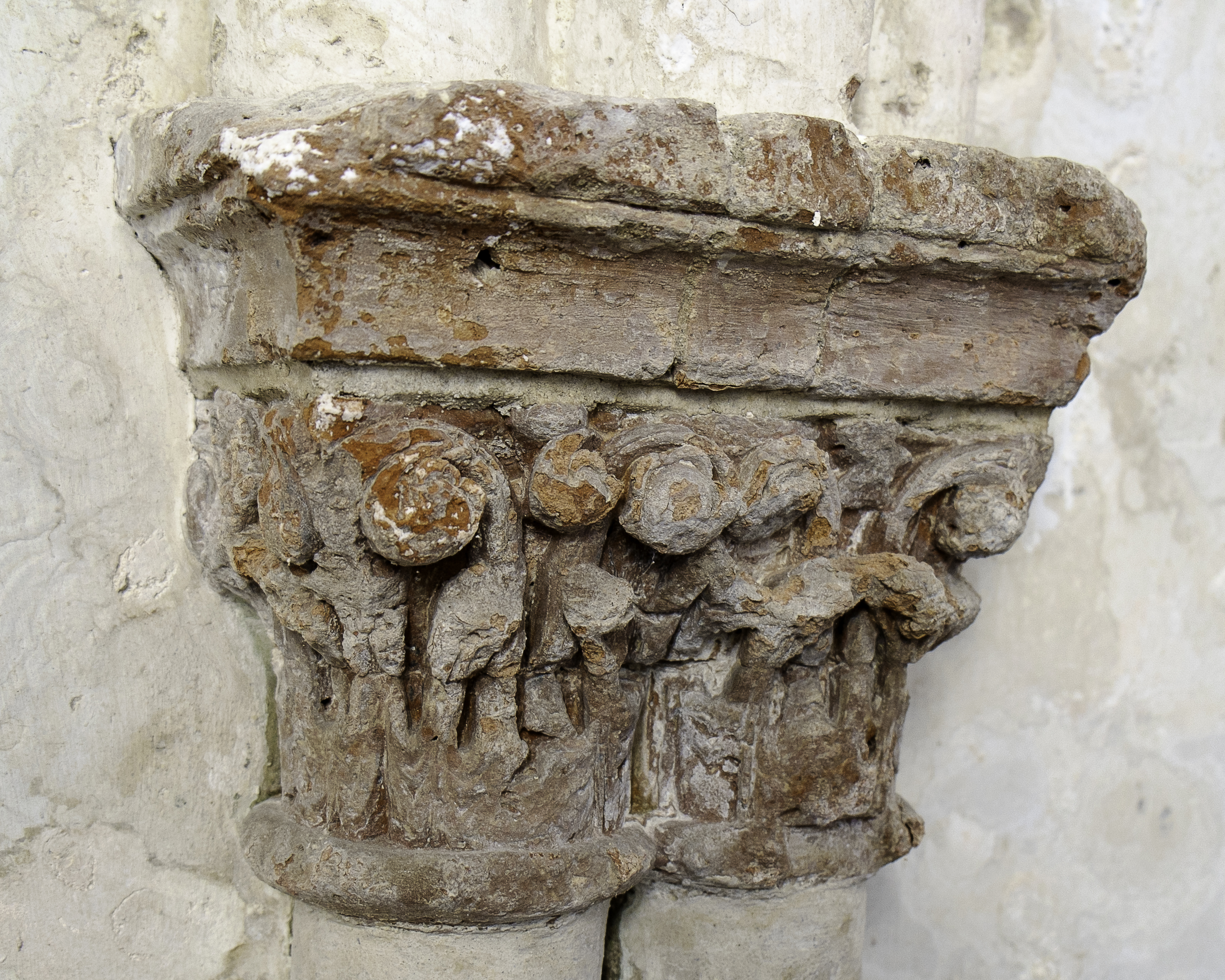
Close-up van een dubbelzuiltje met kapiteel
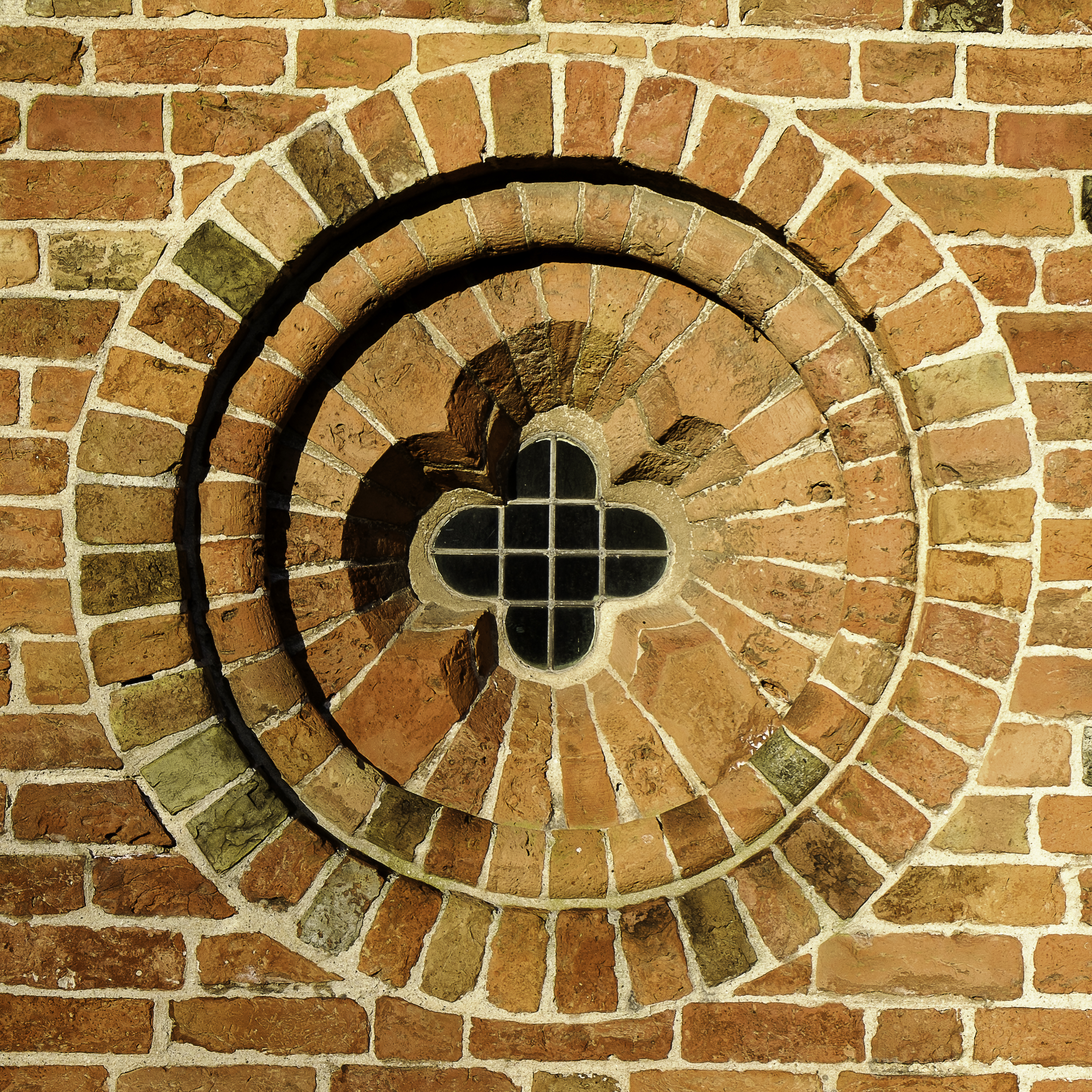
Vierpasvenster dat mogelijk heeft dienstgedaan als hagioscoop
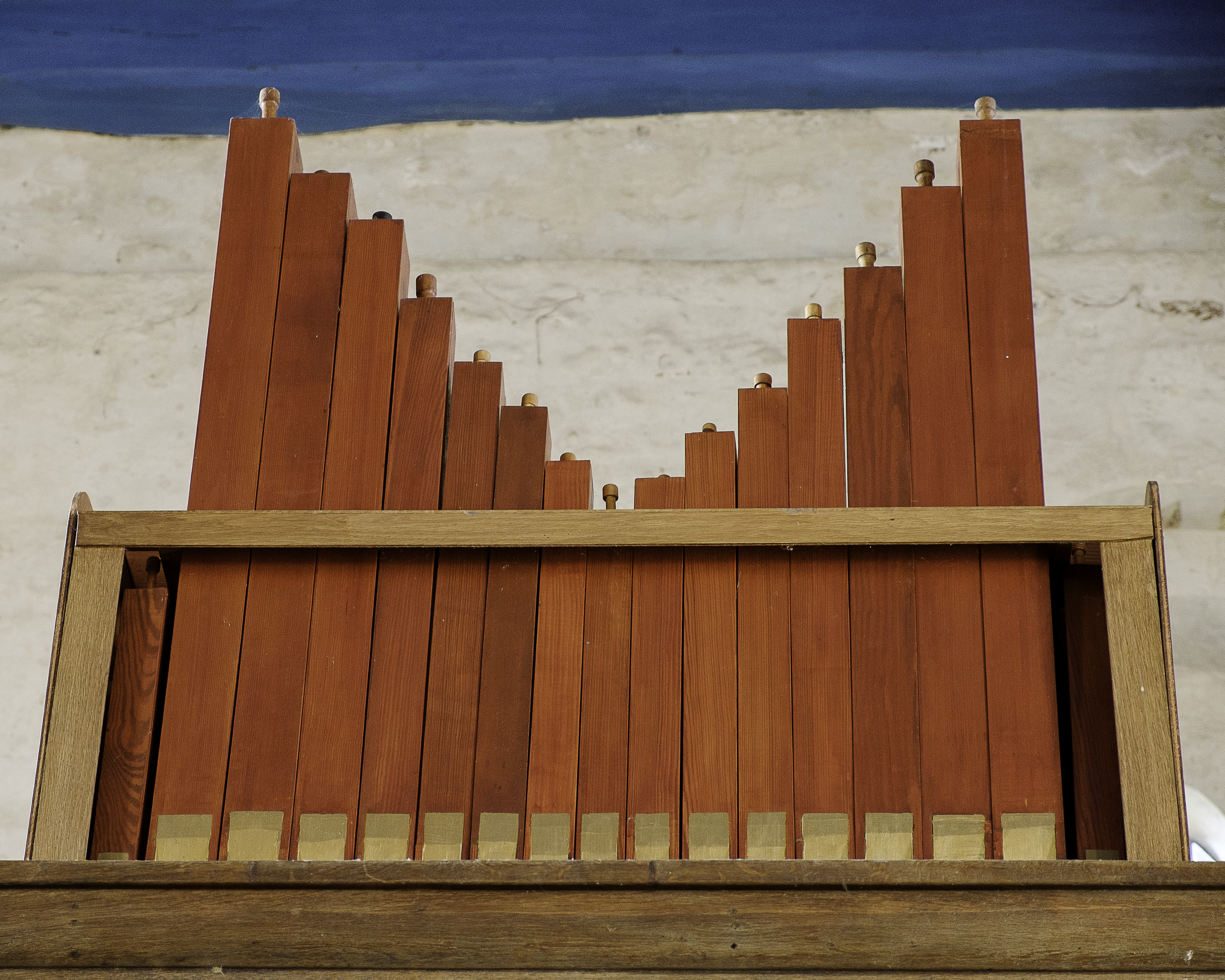
Het kistorgel uit 2000 (niet meer aanwezig)
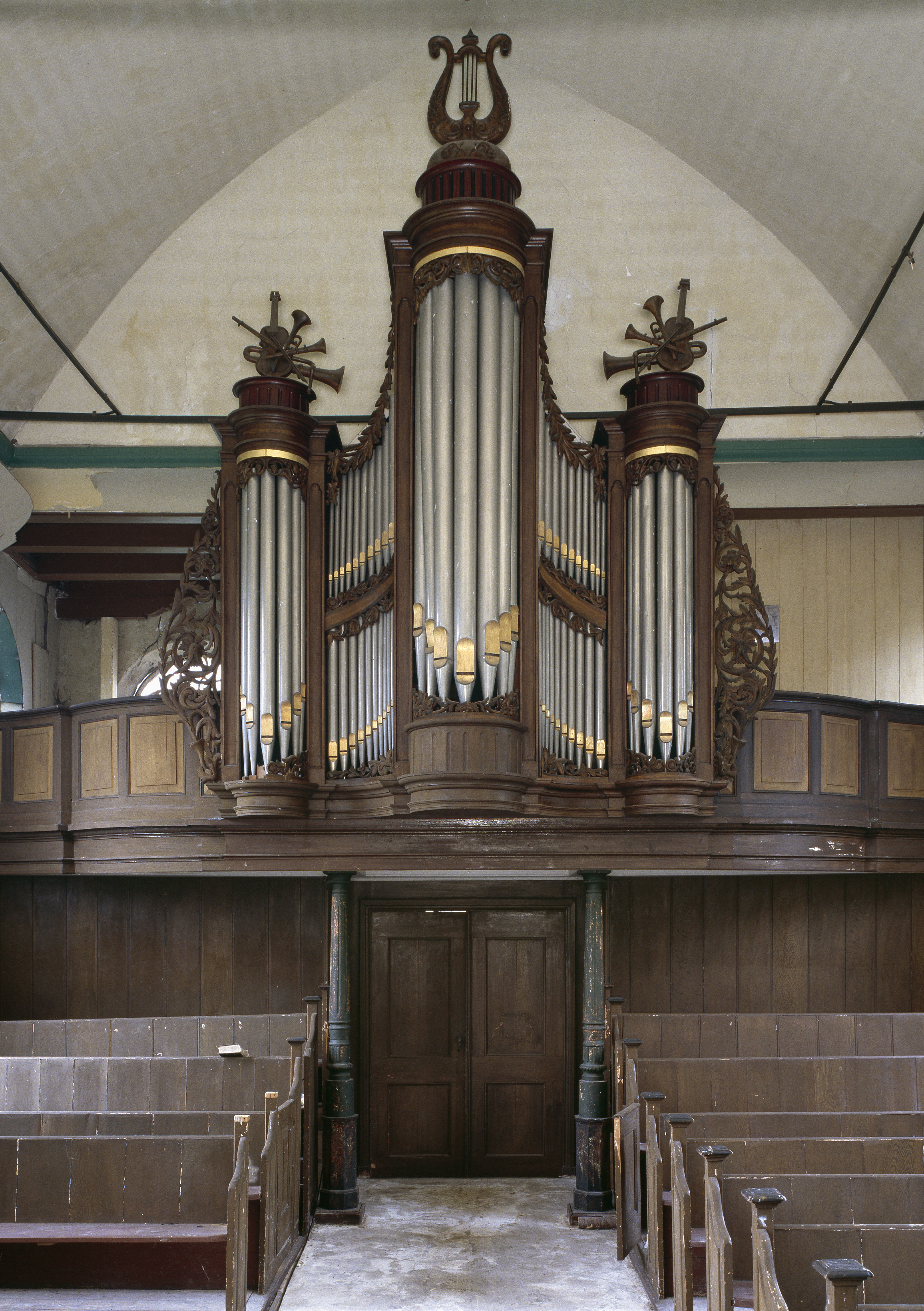
Het in 2019 geplaatste Van Oeckelen-orgel (op deze foto nog in de kerk van Garsthuizen)